# جان شلهاس
جان راسل شلهاس (زاده ۱۱ مارس ۱۹۴۸) نوازنده انگلیسی است که بیشتر به عنوان نوازنده کیبورد در گروه‌های کاروان و کمل شناخته می‌شود.
شلهاس تا سال ۱۹۸۱ با کمل همکاری داشت، در سال‌های ۱۹۷۸/۱۹۷۹ در آلبوم «من می‌توانم خانه‌ات را از اینجا ببینم» و در سال ۱۹۸۱ در آلبوم «برهنه» به همراه تور مربوطه، همکاری داشت.
شلهاس همچنان عضوی از گروه کاروان است و در آلبوم‌های آنها، Paradise Filter محصول ۲۰۱۳ و It’s Nothing of Your Business محصول ۲۰۲۱، حضور داشته است.